# Juan Luis Martin Buisson
Juan Luis Martin Buisson PME (* 18. April 1934 in Trois-Rivières) ist emeritierter Apostolischer Vikar von Pucallpa.

## Leben
Juan Luis Martin Buisson trat der Ordensgemeinschaft der Société des Missions-Étrangères bei und empfing am 1. Juli 1957 die Priesterweihe. Johannes Paul II. ernannte ihn am 18. April 1986 zum Koadjutor des Apostolischen Vikars von Pucallpa und Titularbischof von Aquae in Numidia. 
Der Erzbischof von Lima, Juan Kardinal Landázuri Ricketts OFM, weihte ihn am 17. August desselben Jahres zum Bischof; Mitkonsekratoren waren Joseph Gustave Roland Prévost Godard PME, Apostolischer Vikar von Pucallpa, und Louis Joseph Jean Marie Fortier, Erzbischof von Sherbrooke.
Nach der Emeritierung Joseph Gustave Roland Prévost Godards PME folgte er ihm am 23. Oktober 1989 als Apostolischer Vikar von Pucallpa nach. Am 8. September 2008 nahm Papst Benedikt XVI. seinen altersbedingten Rücktritt an.